# Finestret
Finestret es una localidad  y comuna francesa, situada en el departamento de Pirineos Orientales en la región de Languedoc-Rosellón y comarca histórica de Conflent.
A sus habitantes se les conoce por el gentilicio de finestrenc, finestrenca.

## Geografía

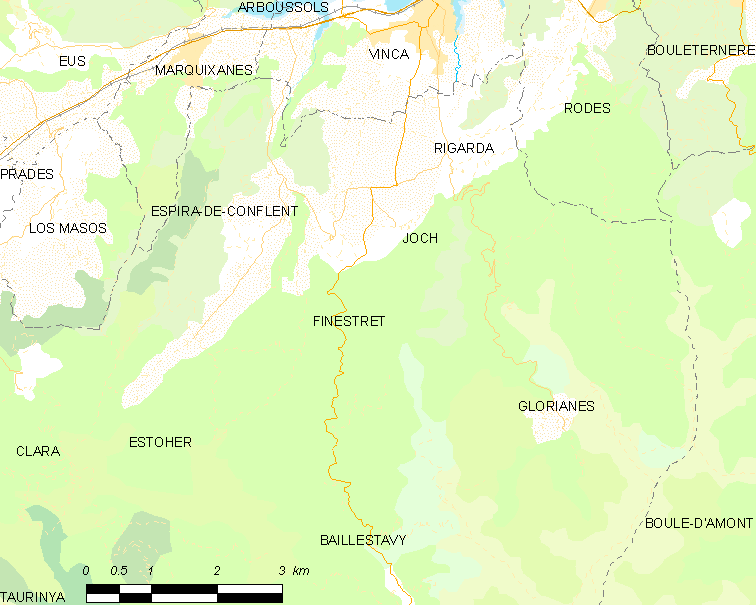
Situación de Finestret

## Demografía
| 165 | 196 | 154 | 143 | 124 | 135 |
| Para los censos de 1962 a 1999 la población legal corresponde a la población sin duplicidades (Fuente: INSEE [Consultar]) |     |     |     |     |     |